# Архитектура Француске
Француска архитектура је једна од најбољих комбинација уметности и науке у историји. То је једна од најстаријих и културно развијених представљања раних облика уметности. Индикације о посебном значају архитектуре у Француској биле су оснивање Краљевске академије архитектуре (Académie royale d'architecture) 1671. године, прве такве институције било где у Европи, као и оснивање Prix de Rome архитектуре 1720. године, такмичење националног интереса, коју финансира држава.

## Историја

### Гало-Римски период
Прича о француској архитектури почиње у римском периоду, када је регион Гала био под владавином Римског царства. Очувани су остаци неких значајних гало-римских дизајна у Француској, као што су Maison Carree и амфитеатар у Ниму, Гало-римски музеј Lyon-Fourvière у Лиону или Alyscamps у Арлесу, једна од најпознатијих некропола из древних периода. Поред тога, очувана је и древна инфраструктура, као што су аквадукт Pont du Gard у Ниму и млин Barbegal близу Арла. Све типичне карактеристике римске архитектуре могу се наћи и овде — појављивање и распоређивање бетона и искориш'авање лукова и трезора.

### Верски објекти из предримског периода
Након што су сва франска племена уједињена под владавином једног владара, Хлодовеха I у 5. веку, већи нагласак стављен је на изградњу цркава и манастира. Наравно, архитектура је одговорила на ове потребе и служила као посредник између секуларног и светог, по принципима Меровинговске цркве. У овом периоду планови изградње цркве ослањали су се на традицију римске базилике, али су на њих утицале и друге врсте архитектонских иновација, од којих су неке пореклом са истока (Сирија и Јерменија). Осим очигледног културног наслеђа Римљана и утицаја других извора, верује се да су Французи имали неколико проналазака у овом периоду који раније нису били видљиви. Промењена је позиција саркофага, био је подигнут да буде видљив. Већина њихових великих цркава је поново изграђена када су стилски застареле. Ретка преживела црква из ове ере је црква Светог Петра (Saint-Pierre-le-Bas) у Лиону.

### Римска (романска) архитектура
Један од првих стилова који се појавио у Европи у средњем веку био је римски (романски) стил. Тешко је препознати тачан датум и место порекла овог стила. Постоји много примера зграда у северној Италији и Француској из периода од 8. до 10. века који имају неке римске карактеристике и зато се ово зове Прва романика или Ломбардијска романика. Они су били дизајнирани пре него што је стил био шире препознатљив и успостављен. Архитектура романског стила развијена је истовремено у деловима Француске у 10. веку и пре каснијег утицаја опатије Клини. И рани и касни римски стил карактеришу дебљи зидови и стубови од којих су се појавиле куполе, ритмичко понављање, како на фасади (кроз идентичне прозоре и лукове), тако и у погледу структура (лукови које чине брод). У каснијем периоду, од почетка 13. века, конструкције су све више украшене врховима и дугим спиралма. Ове карактеристике имале су утицај на препознатљив готички стил који ће настати касније.

### Готичка архитектура
Готски стил, један од најпознатијих стилова архитектуре, настао је у Француској. У готичком стилу лукови су оштри уместо заобљених. Тешки римски стубови замењени су танким. Дебели зидови су украшени великим прозирним прозорима. Мурале су заменили витражи. Тешке и круте фигуре романског каменог резбарења замењене су грациозним фигурама које су изгледале тродимензионалне и природне.
Готски стил се проширио кроз северну Француску и суседне земље. Постао је први француски стил који доминира Европом.
Од средине 12. века до 1500. године, француска готичка архитектура била је доминантна у Европи. Чак и до данас, остала је један од типичних француских стилова архитектуре са јединственим, посебним карактером. Готичка архитектура је историјски подељена у различите стилове, укључујући рани готички, високоготички, рејонантски и касни или флембојант стил.
Битне грађевине овог периода су: Источни крај опатије Свети Денис, Сенс Катедрала, Cathédrale Notre-Dame de Laon, Западна фасада Cathédrale Notre-Dame de Chartres, Notre Dame de Paris, Cathédrale Saint-Jean-Baptiste de Lyonand и Cathédrale Saint-Étienne de Toul.

### Ренесанса
Оживљавање класичне уметности и архитектуре током ренесансе проширило се из Италије у Француску у 15. и 16. веку, што је довело до стварања већине познатих француских дворова, првенствено у долини Лоаре. Током прве половине 16. века, Франсоа I Валоа основао је свој двор у Фонтенблоу изван Париза, где је запослио бројне италијанске архитекте и уметнике који су радили на многим дворовима, започео је и реновирање Лувра. Најстарији део процеса реновирања Лувра дизајнирао је Пјер Лескот. То је један од најлепших преживелих примера ренесансне архитектуре у северној Европи. 

### Француски барок
Током владавине три позната француска краља, Луја XIII, XIV и XV, процветао је француски барок. Зграда, Луксембуршка палата у Паризу, проглашена је за "узорни модел" за све друге барокне структуре у Француској. Зграда коју је дизајнирао Саломон де Бросе била је прва која је веома истицала улаз. Ово је касније постала препознатљива особина стила Луја XIII. Исти начин су користили и други архитекти у изградњи сличног типа, као што су Château de Maisons који је дизајнирао Франсис Мансарт или Дворац Версаја. Дворац Версај је настао као ловачки дворац Луја XIII, који су од 1661. значајно доградиле архитекте Луја XIV: Луј ле Во, Франсоа Дорбеј, Жил Арден-Мансар и Робер де Кот. Унутрашњу декорацију је дизајнирао Шарл Лебрен, а паркове Андре ле Нотр. Тако је настао по многима најлепши од свих двораца Европе.

### Рококо
После 1700. године, рококо стил доминирао је унутрашњом декорацијом, са својим карактеристичним заобљеним облицима и позлаћеним површинама. Архитекте које су радиле у овом стилу били су Герман Бофранд и Жист Орел Месонијер, чији су објављени дизајни били кључни у ширењу рокока на целом континенту. Година 1730. представљала је врхунац развоја рококоа у Француској. Рококо је и даље задржао барокни укус за сложене форме и сложене обрасце, али до тада је почела да интегрише низ различитих карактеристика, укључујући укус за оријенталне дизајне и асиметричне композиције. Стил се ширио изван архитектуре и намештаја до сликарства и скулптуре. Био је лако примљен у католичким деловима Немачке, Бохемије и Аустрије, где се спајао са живим немачким барокним традицијама.

### Неокласицизам
Прва фаза неокласицизма у Француској изражена је у "Луј XVI-ом стилу" архитеката попут Анж Жак Габријел (дворац Мали Тријанон, 1762—68). Друга фаза, у стиловима названим "Империја", могла би се одликовати озбиљним астиларским Arc de Triomphe — Тријумфална капија (дизајнирана 1806. године). Стил ентеријера у Француској је у почетку био париски стил, "Goût grec" ("грчки стил"). Тек када је млади краљ стао на престол 1771. године, Марија Антоанета, његова краљица, уводи стил "Луја XVI".

### 19. век
Средином 19. века у Француској долази до оживљавања готике захваљујући теоретичару Ежену Виоле ле Дику, који је био рестауратор многих споменика у земљи, укључујући Нотр Дам у Паризу (1842—68). Током овог периода, град Париз се обимно преобликовао под Наполеоном III, који је унајмио Барона Жорж-Ежен Османа да направи нове булеваре кроз срце града. На челу једног од ових нових булевара налази се раскошна необарокна Paris Opéra (1861—75) коју је осмислио Чарлс Гарнијер.
École des Beaux-Arts представља појаву класицизма. Хенри Лабруст је дизајнирао зграде користећи конструкцију од ливеног гвожђа, као што је библиотека Ste Geneviève (1843—50). Француска технолошка моћ кулминирала је у изградњи Ајфеловог торња (1889).

### Модернизам
Инжењери и архитекте, укључујући Франсоу Енебика, Огиста Переа и Тонија Гарнијера, први су користили армирано-бетонску конструкцију крајем 19. и почетком 20. века. Архитекта рођен у Швајцарској, Ле Корбизје, применио је модерну машинску естетику француске архитектуре на зградама као што је вила Савоје (1929) изван Париза.
Недавна постмодерна архитектура у Француској креће се од високотехнолошког центра Жорж Помпиду (1970—77) у Паризу, до изузетно неокласичног стамбеног простора у Marne-la-Vallée (1978—1988). За време председника Франсое Митерана, у Паризу је наручено неколико нових споменика културе, укључујући нови улазни павиљон у облику пирамиде у Лувру (1987—1989) и Dominique's  Bibliothèque nationale (отворена 1998).